# XVII Congresso panrusso dei Soviet
Il XVII Congresso straordinario panrusso dei Soviet dei deputati degli operai, dei braccianti e dei soldati dell'Armata Rossa si tenne nel 1937, e fu l'ultimo Congresso. Esso ratificò la nuova costituzione russa, che, in coerenza con le riforme degli organismi statali contenute nella Costituzione sovietica del 1936, sopprimeva il Congresso dei Soviet, sostituito dal Soviet Supremo.